# Església de St. Sauveur de Blois
L'Església de St. Sauveur de Blois era un monument històric del segle xii construït en el pati anterior del castell de Blois i que va ser destruït l'any 1793.
L'altar major de l'església de Sant-Nicolas de Blois prové de Saint-Sauveur.
El comte Louis II de Blois-Châtillon hi va ser enterrat l'any 1372.
El 1697, quan Blois va ser erigit com bisbat, els capítols de l'església de St. Sauveur de Blois i de l'església de Sant-Jacques es van unir per formar el capítol de la catedral. Aquest capítol s'instal·là a l'església parroquial de Saint-Soulaine o Saint-Solenne, portant avui el nom de catedral de Saint-Louis de Blois.

## Casament
Guillem IX de Montferrat s'hi va casar el 31 d'octubre de 1508 amb la princesa Anna d'Alençon, filla de Renat de Valois, duc d'Alençon i de Margarida de Lorena-Vaudémont.